# 京都公務員&IT会計専門学校

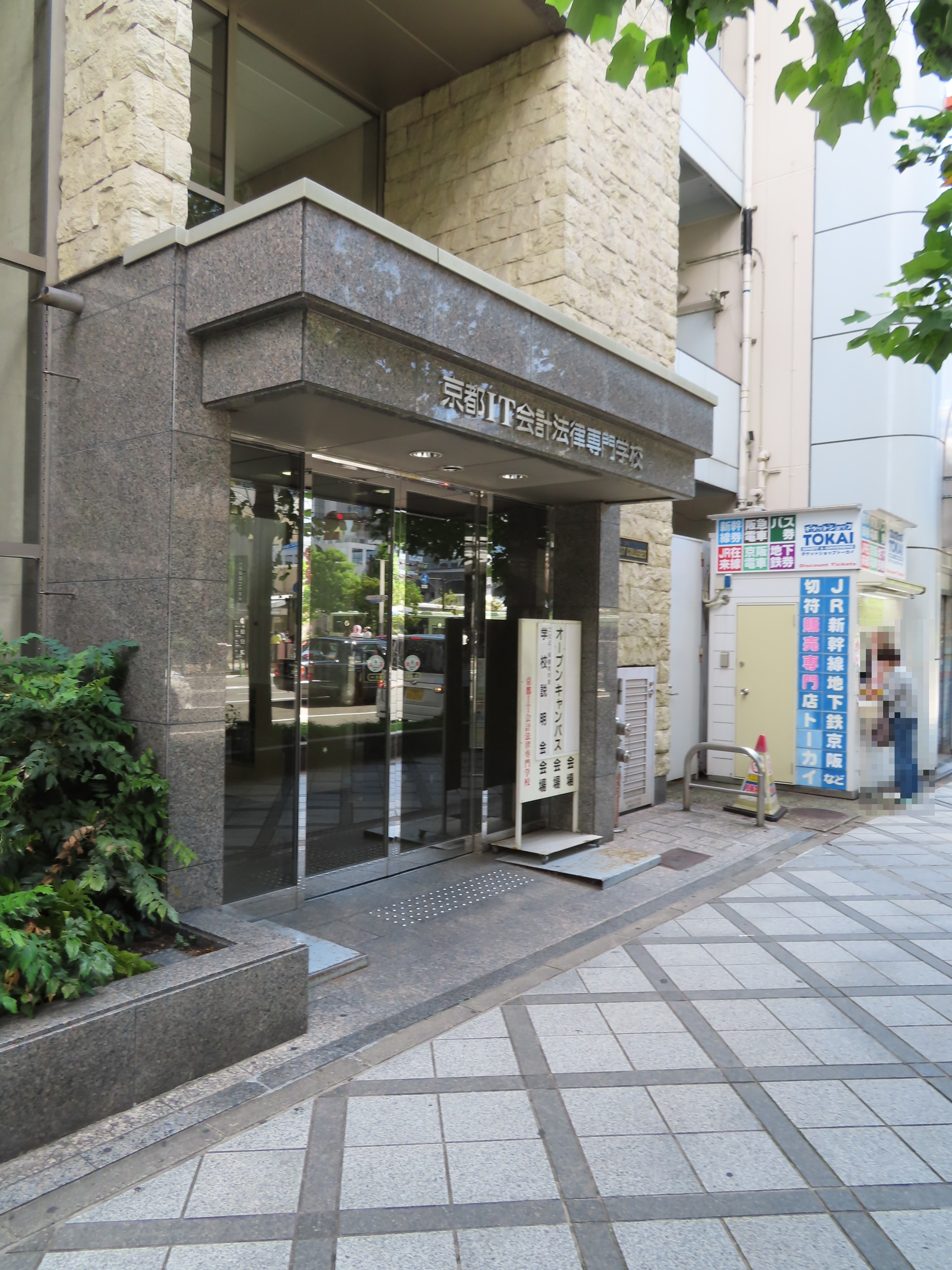
外観（2020年9月撮影）

京都公務員&IT会計専門学校（きょうとこうむいん&アイティーかいけいせんもんがっこう）は、学校法人立志舎が運営する専門学校。公務員系、会計・税理士系、IT・経理系のコースがある。
仙台、関東、名古屋、関西にグループ校がある。他のグループ校は東京（大阪）ITプログラミング&会計・東京（大阪）法律公務員と分かれているが、ほぼ同一の建物内にあり、両方を組み合わせた校名を採用しているのは京都公務員&IT会計、横浜公務員&IT会計、東京IT会計公務員の2校の計4校である。

## キャンパス
- 京都公務員&IT会計専門学校（京都市下京区）